# Depravació total
La depravació total (també anomenada corrupció radical o depravació generalitzada) és una doctrina teològica protestant derivada del concepte de pecat original. Ensenya que, com a conseqüència de la caiguda de l'home, cada persona nascuda al món és esclava al servei del pecat com a resultat de la seva naturalesa caiguda i, a part de la gràcia de Déu eficaç (irresistible) o prevenient (habilitant), és completament incapaç de triar per si mateix seguir a Déu, abstenir-se del mal o acceptar el do de la salvació tal com s'ofereix.
La doctrina és defensada en diversos graus per moltes denominacions protestants, inclosos alguns sínodes luterans, i totes les esglésies calvinistes. Les denominacions arminianes, com els metodistes, creuen i ensenyen la depravació total, però amb diferents diferències, la més important de les quals és la distinció entre gràcia irresistible i gràcia prevenient.